# Le Garçon d'orage

Le Garçon d'orage est un téléfilm du réalisateur  Jérôme Foulon tourné en 1996.

## Synopsis
Dans un village du Sud de la France, en septembre 1960. Un jeune homme désinvolte de dix-huit ans, Willie, est pris en train de voler du raisin. Marcellin, un riche viticulteur, en fait son apprenti. Une relation amoureuse naît entre les deux hommes. Les rumeurs sur cette passion naissante se propagent rapidement dans le village. La colère gronde. Pour faire taire les ragots, la mère de Marcellin propose à son fils d'adopter son amant pour apaiser ses concitoyens...

## Fiche technique
- Titre : Le Garçon d'orage
- Réalisation : Jérôme Foulon
- Scénario : Sophie Deschamps, Jérôme Foulon, d'après le roman de Roger Vrigny
- Production : Jean Nainchrik
- Sociétés de production :
- Musique : Alain Jomy
- Costumes :
- Photographie :
- Son :
- Montage :
- Pays d'origine :  France
- Format :
- Genre : Drame
- Durée : 85 min
- Date de sortie :  France : 1997

## Distribution
- Daniel Russo : Marcellin
- Vincent Lecœur : Willie
- Élodie Navarre : Jeanne
- Véronique Silver : Germaine
- François Berléand : Le Boîteux
- Roger Ibanez : Pedro
- Marie Pillet : Albine
- Guilaine Londez : Marinette
- Michelle Goddet : Josette
- Patrick Ascargorta : M.Latouche
- Eric Aubry : chef d'ayelier
- Roger Avalos : cafetier
- Mallory Casas-Parramon : Tonio
- Christian Cloarec : M.Denis
- François Fehner : médecin
- Jean-Pierre Germain : Jean-Pierre
- Laurent Gernigon et Nicolas Grandhomme : garçons
- Bénédicte Goubet : Véro
- Jean-Louis Hebre : curé
- Eric Seigne : Tintin
- Antonio Gonzales-Benito et  Jorge Vasse : guitaristes
- Danseuse Flamenca : Isabel Pemartin
- Gérard Pollet : restaurateur
- Emeline Rodriguez : jeune Espagnole
- Nicole Founeau : Mme Latouche
- Françoise Michels : femme guinguette
- Théo Vessillier : Théo